# Gomalia elma
Gomalia elma is een vlinder uit de familie van de dikkopjes (Hesperiidae). De wetenschappelijke naam van de soort is voor het eerst geldig gepubliceerd in 1862 door Trimen. Het is de enige soort in het geslacht gomalia.